# Merci (album, 2000)
Pour les articles homonymes, voir Merci.
Albums de Diane Dufresne
Québec
(1998) Les Grands Succès
(2002)

Merci est une triple compilation éditée en 2000, uniquement au Canada, de la chanteuse québécoise Diane Dufresne. Elle est composée de 47 chansons - en versions originales, remixés, en concert ou inédites - parues entre 1970 et 1999 ainsi que d'un livret, de 84 pages, incluant les paroles de chaque chansons annotées par l'artiste. En 2011 ce coffret connaitra une réédition.
Ce coffret ne doit pas être confondue avec la compilation parue en France en 2003.

## ÉditionCD

### Titres CD 1
| No  | Titre                                                | Paroles                       | Musique                     | Durée |
| --- | ---------------------------------------------------- | ----------------------------- | --------------------------- | ----- |
| 1.  | À faire l'inventaire (Inédit)                        | Diane Dufresne                | Martin Courcy, André Courcy | 1:27  |
| 2.  | Il m'aimera (Version originale)                      | Marcel Lefebvre               | François Cousineau          | 0:59  |
| 3.  | Un jour il viendra mon amour (Version originale)     | Marcel Lefebvre               | François Cousineau          | 3:33  |
| 4.  | J'ai rencontré l'homme de ma vie (Version originale) | Luc Plamondon                 | François Cousineau          | 3:02  |
| 5.  | Sur la même longueur d'ondes (Version originale)     | Luc Plamondon                 | François Cousineau          | 4:25  |
| 6.  | Rock pour un gars d'bicyc' (Remix 1999)              | Luc Plamondon                 | François Cousineau          | 3:12  |
| 7.  | Rond-Point (Version originale)                       | Luc Plamondon                 | François Cousineau          | 3:57  |
| 8.  | Tiens-toé ben, j'arrive (Version originale)          | Luc Plamondon                 | François Cousineau          | 2:14  |
| 9.  | Mon premier show (En concert)                        | Luc Plamondon                 | François Cousineau          | 5:48  |
| 10. | Hollywood freak (En concert)                         | Diane Dufresne, Luc Plamondon | François Cousineau          | 3:57  |
| 11. | Chanson pour Elvis (En concert)                      | Luc Plamondon                 | François Cousineau          | 4:18  |
| 12. | En écoutant Elton John (En concert)                  | Luc Plamondon                 | François Cousineau          | 10:45 |
| 13. | La chanteuse straight (En concert)                   | Luc Plamondon                 | François Cousineau          | 4:09  |
| 14. | Actualités (En concert)                              | Luc Plamondon                 | François Cousineau          | 5:35  |
| 15. | Les adieux d'un sex-symbol (En concert)              | Luc Plamondon                 | Michel Berger               | 6:40  |
| 16. | Taxi feat Éric Chouteau                              | Diane Dufresne                |                             | 0:41  |
| 17. | Oxygène '99 feat DiSoul (Remix 1999)                 | Luc Plamondon                 | Germain Gauthier            | 3:56  |

### Titres CD 2
| No  | Titre                                                                              | Paroles                     | Musique              | Durée |
| --- | ---------------------------------------------------------------------------------- | --------------------------- | -------------------- | ----- |
| 1.  | Les hauts et les bas d'une hôtesse de l'air (Remix 1999)                           | Luc Plamondon               | François Cousineau   | 4:45  |
| 2.  | Thème du rayon rose (Version originale)                                            | Luc Plamondon               | Angelo Finaldi       | 0:49  |
| 3.  | Survoltée (Version originale)                                                      | Luc Plamondon               | Angelo Finaldi       | 4:31  |
| 4.  | J'me mets sur mon 36 (En concert)                                                  | Luc Plamondon               | Germain Gauthier     | 6:04  |
| 5.  | Strip-tease (Version originale)                                                    | Luc Plamondon               | Germain Gauthier     | 4:31  |
| 6.  | Laissez passer les clowns (Version originale)                                      | Luc Plamondon               | François Cousineau   | 5:56  |
| 7.  | La Vie en rose (En concert)                                                        | Édith Piaf                  | Louiguy              | 4:14  |
| 8.  | Je voulais te dire que je t'attends (En concert)                                   | Michel Jonasz, Pierre Grosz | Michel Jonasz        | 5:39  |
| 9.  | Partir pour la gloire (Version originale)                                          | Luc Plamondon               | Germain Gauthier     | 3:11  |
| 10. | Top secret (Version originale)                                                     | Pierre Grosz                | Claude Engel         | 4:09  |
| 11. | Épine de rose (Inédit)                                                             | Pierre Grosz                | André Manoukian      | 3:27  |
| 12. | Le parc Belmont (Avec l'Orchestre symphonique de Québec / En concert)              | Luc Plamondon               | Christian Saint-Roch | 7:36  |
| 13. | Oft denk'ich, sie sind nur (Avec l'Orchestre symphonique de Québec) / (En concert) | Friedrich Rückert           | Gustave Malher       | 3:43  |
| 14. | Addio del passato (Avec l'Orchestre symphonique de Québec) / En concert)           | Francesco Maria Piave       | Giuseppe Verdi       | 4:41  |
| 15. | J'ai douze ans (Avec l'Orchestre symphonique de Québec) / En concert)              | Luc Plamondon               | Germain Gauthier     | 5:13  |

### Titres CD 3
| No  | Titre                                      | Paroles        | Musique                     | Durée |
| --- | ------------------------------------------ | -------------- | --------------------------- | ----- |
| 1.  | J'écris c'qui m'chante (Version originale) | Diane Dufresne | Daniel DeShaime             | 4:49  |
| 2.  | Monologue                                  | Diane Dufresne |                             | 0:17  |
| 3.  | Que (Version originale)                    | Diane Dufresne | Marie Bernard               | 4:31  |
| 4.  | Progressif (Inédit)                        | Diane Dufresne | Sylvain Michel              | 3:41  |
| 5.  | J'veux pas qu'tu me r'gardes (Inédit)      | Diane Dufresne | Martin Courcy, André Courcy | 2:38  |
| 6.  | Merci Alexis Weissenberg                   |                | Alexis Weissenberg          | 0:22  |
| 7.  | Cendrillon au coton (Version originale)    | Diane Dufresne | Marie Bernard               | 6:00  |
| 8.  | Merci Michel Jonasz                        | Michel Jonasz  | Michel Jonasz               | 1:12  |
| 9.  | J'vieillis (Version originale)             | Michel Jonasz  | Michel Jonasz               | 5:21  |
| 10. | Le 304 (Version originale)                 | Diane Dufresne | André Gagnon                | 4:49  |
| 11. | L'Oubli (Inédit)                           | Michel Rivard  | Michel Rivard               | 5:48  |
| 12. | L'enfant de la lumière (Version originale) | Diane Dufresne | Marie Bernard               | 5:47  |
| 13. | L'homme à puce (Inédit)                    | Diane Dufresne | Marie Bernard               | 4:33  |
| 14. | 0001110 (Inédit)                           | Diane Dufresne | Martin Courcy, André Courcy | 2:26  |
| 15. | Merci (Inédit)                             | Diane Dufresne | Martin Courcy, André Courcy | 5:43  |

## Crédits
- Musiciens : Multiples
- Photos 1999 : Jean-François Bérubé
- Conception pochette : Jean-Charles Labarre
- Mastering : SNB, Jean-François Chicoine
- Effets sonores : Dominic Barbe, Toby Gendron (Studio Montana)
- Montage numérique : Dominic Barbe, Toby Gendron (Studio Montana)
- Conception : Diane Dufresne
- Producteur exécutif : Richard Langevin
- Producteur : Progressif inc.
- Réalisation : Diane Dufresne
- Label : BMG MUSIC